# Protomeroleuca perlides
Protomeroleuca perlides là một loài bướm đêm trong họ Noctuidae.